# Ragnar Rasmussen

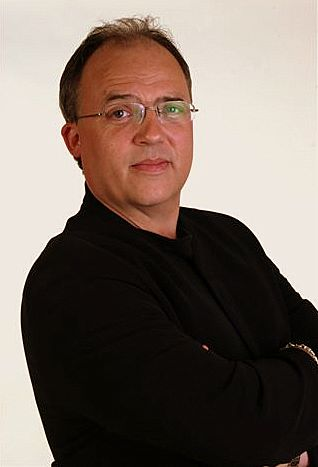
Ragnar Rasmussen

Ragnar Rasmussen (21 juli 1966) is een Noors dirigent. Hij is opgeleid in de kerkmuziek bij het conservatorium in Trondheim, en heeft in periodes koordirectie gestudeerd bij onder meer Eric Ericson en Stefan Skiöld. Hij heeft verder een International Masterclass in orkestdirectie onder de leiding van Colin Metters en Jorma Panula gevolgd. 
Rasmussen heeft onderwijs gegeven in muziek en directie, onder meer ongeveer 2 jaar bij de Norges Musikkhøgskole en hij is tegenwoordig lector in koordirectie bij de Universiteit te Tromsø. Tijdens het collegejaar 2007-2008 was hij gast-professor bij de muziekacademie van de Universiteit van Ljubljana in Slovenië, en ook heeft hij internationale masterclasses gegeven, onder meer bij de hogeschool voor muziek te Piteå (Zweden), het conservatorium te Petrozavodsk (Rusland), de Hochshule für Musik und Theater te Hamburg (Duitsland) en aan de Liszt Ferenc Academy of Music te Boedapest (Hongarije).
Hij is gastdirigent geweest voor meerdere koren en orkesten zoals het Tromsø symfoniorkester, het symfonieorkest van de Servische radio, het Letse staatskoor en het symfonieorkest van de Sloveense radio en televisie. Vanaf 1999 is hij artistiek leider en dirigent voor het vocale ensemble Vokal Nord, 1999-2005 Kammerkoret SAGA, en vanaf 2000 ook voor het kamerkoor Mimas. 

## Prijzen
Rasmussen heeft meerdere prijzen gewonnen, zowel Noorse als internationale:
- 1998: Conductor’s Prize tijdens het «5. Concorso Corale Internatzionale», Riva del Garda, Italië
- 2001: de eerste prijs in de «1.editione Concorso Internazionale Direttore de Coro, Mariele Ventre» te Bologna, Italië
- 2003:  Conductor’s Prize en Conductors Interpretation Prize tijdens het «Concorso Internazionale di Canto Corale «C.A.SEGHIZZI»» te Gorizia, Italië
- 2004: de Albo d’oro-prijs van de «Fondazione Mariele Ventre» te Italië
- 2008: de Nordlysprisen te Tromsø, Noorwegen.